# Cray XT5

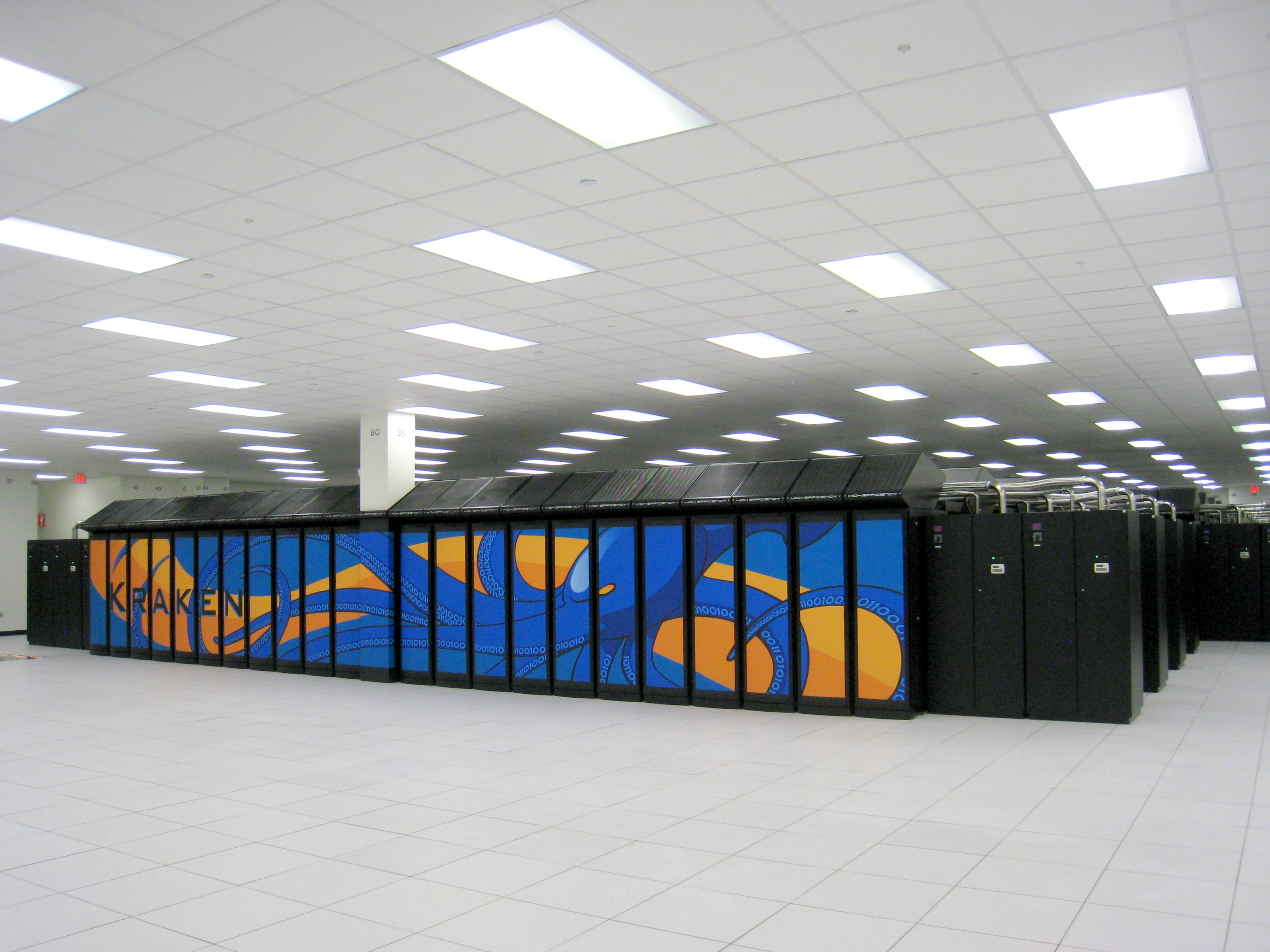
Kraken, un supercomputer Cray XT5 del National Institute for Computational Sciences nei Oak Ridge National Laboratories

Il Cray XT5 è un'architettura di supercomputer sviluppata dalla società Cray e presentata il 6 novembre 2007. L'XT5 è una versione migliorata del precedente Cray XT4 e include una versione migliorata della rete di interconnessione SeaStar2 chiamata SeaStar2+ e un miglioramento dei nodi di calcolo. I nodi di calcolo dell'XT4 sono formati da quattro processori dual-core AMD Opteron mentre i nodi di calcolo dell'XT5 sono formati da otto processori dual-core o quad-core Opteron. L'XT5 utilizza una rete con topologia toroidale tridimensionale.
I sistemi XT5 utilizzano il sistema operativo Cray Linux Environment, precedentemente chiamato UNICOS/lc. Questo sistema operativo è una fusione del sistema operativo SUSE Linux Enterprise Server e del Cray Compute Node Linux.
L'XTh (hybrid) include il supporto per il sistema di calcolo vettoriale Cray X2 e il Cray XR1 che combina i processori Opteron con delle FPGA utilizzate come processori configurabili basati sulla tecnologia DRC Computer Corporation.
L'XT5m è una versione ridotta dell'XT5, è dotato da una rete toroidale bidimensionale e può scalare al massimo su 6 armadi.
Verso la fine del 2008 Cray presentò un sistema XT5 per National Center for Computational Sciences al Oak Ridge National Laboratories in grado di sviluppare 1,3 petaFLOPS. Il sistema era formato da 150 000 core ed è stato chiamato Jaguar, quando fu presentato era il secondo più potente sistema del pianeta.
Nel 2009 il sistema venne potenziato fino a 224 256 core portano il sistema a 1.75 petaFLOPS rendono il sistema il più potente computer del pianeta secondo la classifica TOP500. Il sistema è rimasto primo in classifica fino all'ottobre del 2010 quando divenne operativo il computer cinese Tianhe-1A che con 2.5 petaFLOPS divenne il più potente computer del pianeta.
Un altro sistema XT5 chiamato Kraken con 99 072 core sviluppa 0.83 petaFLOPS e nella classifica TOP500 di giugno 2010 si è classificato in quarta posizione. Il 16 novembre 2009 è stata presentata l'architettura XT6 un'evoluzione dell'XT5.